# Einsteini
L'einsteini és l'element químic de símbol Es i nombre atòmic 99. És el setè dels elements transurànics, i un actinoide.
L'einsteini fou descobert entre les restes de la primera explosió d'una bomba d'hidrogen l'any 1952, i rep el seu nom en honor del físic Albert Einstein.

## Història

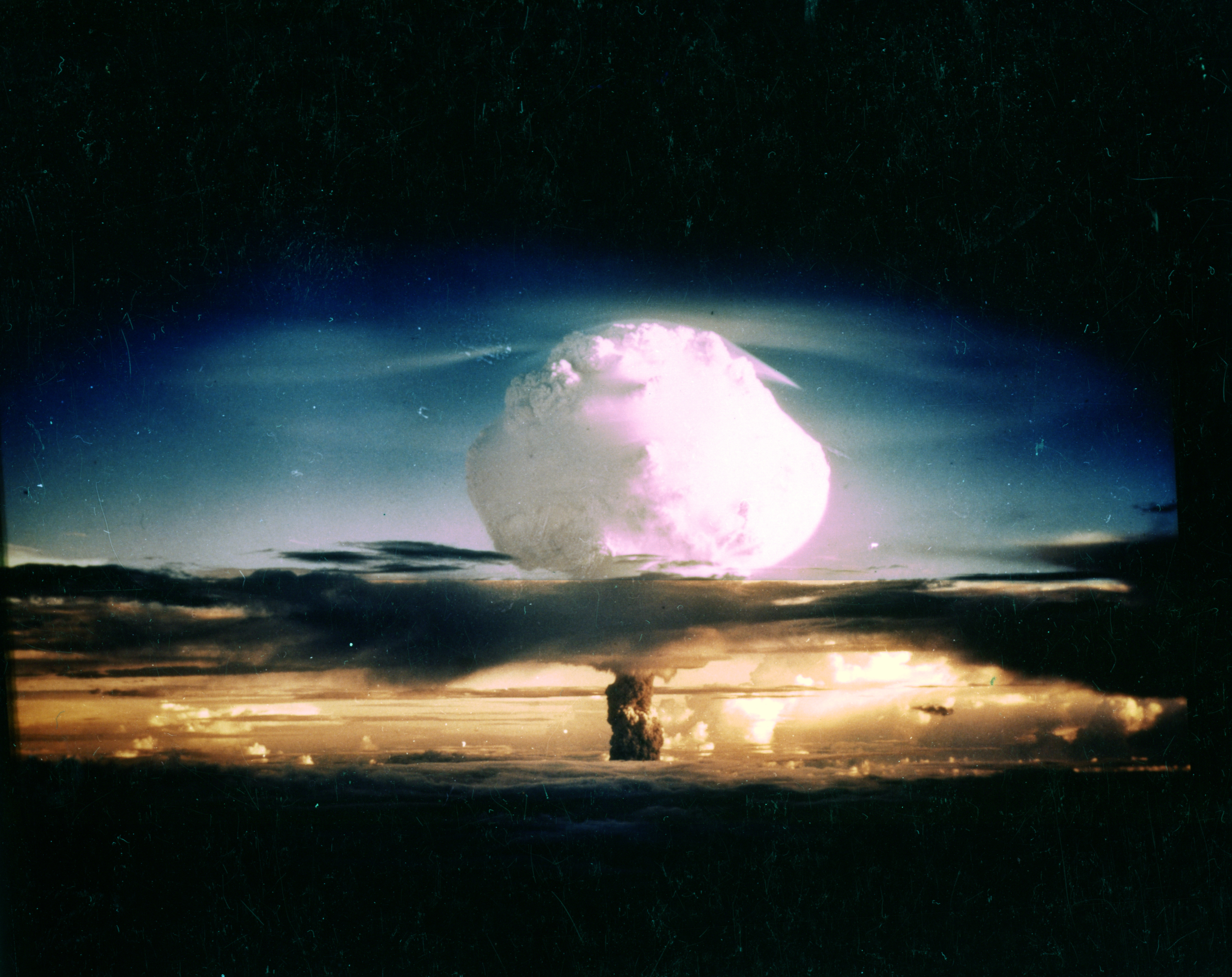
Explosió d'Ivy Mike, la primera bomba H provada, esclatà sobre l'atoló d'Enewetak (prop de Bikini, a l'oceà Pacífic) el 31 d'octubre de 1952.

L'einsteini fou descobert el 1952 per un equip de científics liderats pel físic i químic estatunidenc Albert Ghiorso (1915-2010) a les runes de la primera explosió de bomba d'hidrogen, Ivy Mike, sobre l'atol·ló d'Enewetak, illes Marshall, a l'oceà Pacífic. Quan la bomba explotà, el primer de novembre de 1952, produí una explosió amb la potència de més de 10 milions de tones de TNT, cinc-centes vegades el poder destructiu de l'explosió de Nagasaki, destruint totalment la petita illa. Es tractava d'un dispositiu de prova, amb un pes de més de 80 tones i que requeria una estructura d'uns quinze metres d'alçada per suportar-lo, el que significa que mai no s'hauria pogut emprar contra un enemic, però demostrà, massa bé, la capacitat d'una arma termonuclear. I en els moments d'aquella intensa explosió produí un element totalment nou.

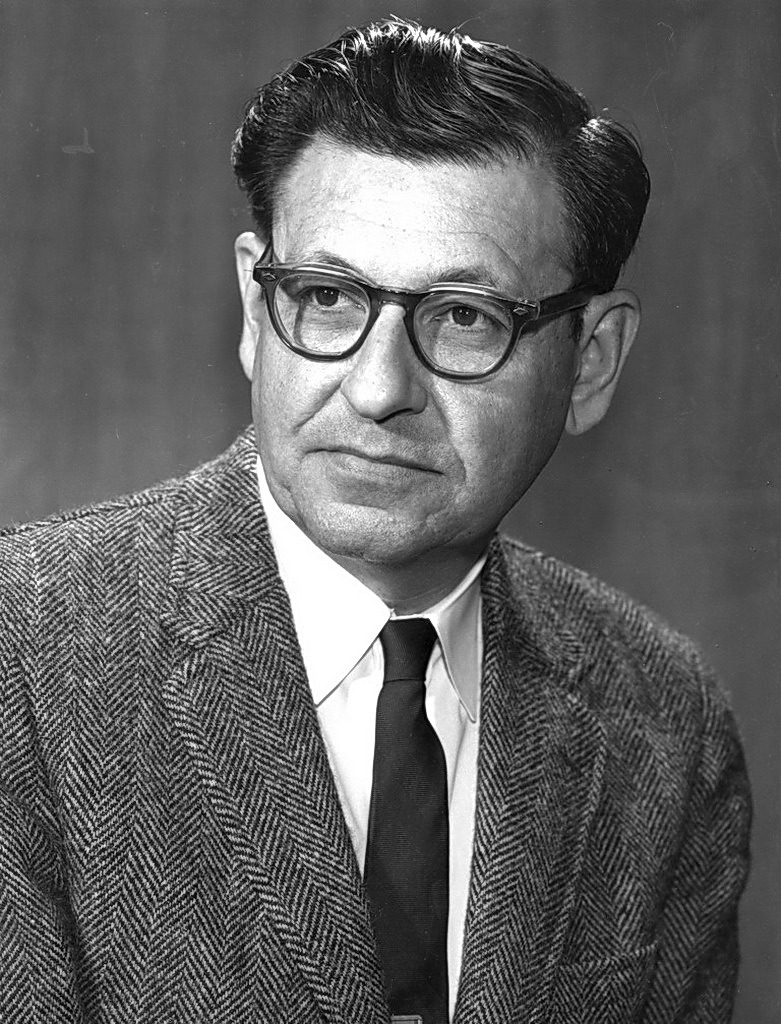
Albert Ghiorso circa del 1970.

Com a part de les anàlisis de la prova, s'enviaren tones de material de la zona de precipitació a la Universitat de Califòrnia a Berkeley, lloc on s'havien produït els elements per a la prova. Allà fou examinat pel grup de científics encapçalats per Albert Ghiorso. Entre les cendres i restes carbonitzades de corall en un mes havien descobert i identificat uns 200 àtoms d'un nou element. Tal era el secret que envoltava la prova que el descobriment de l'element no es feu públic durant tres anys.
Per evitar donar informació de la prova termonuclear, l'equip de Ghiorso es dedicà a produir l'element 99 per altres mitjans. Així descobriren que el bombardeig d'urani 238 amb ions de nitrogen 14 produïa un isòtop de curta durada, l'einsteini 246, i publicaren les seves troballes el 1954 amb una nota per reconèixer que hi havia un treball previ sobre l'element 99. La síntesi fou:
{\displaystyle {\ce {^238_92U + ^14_7N -> ^246_99Es + 6^1_0n}}}

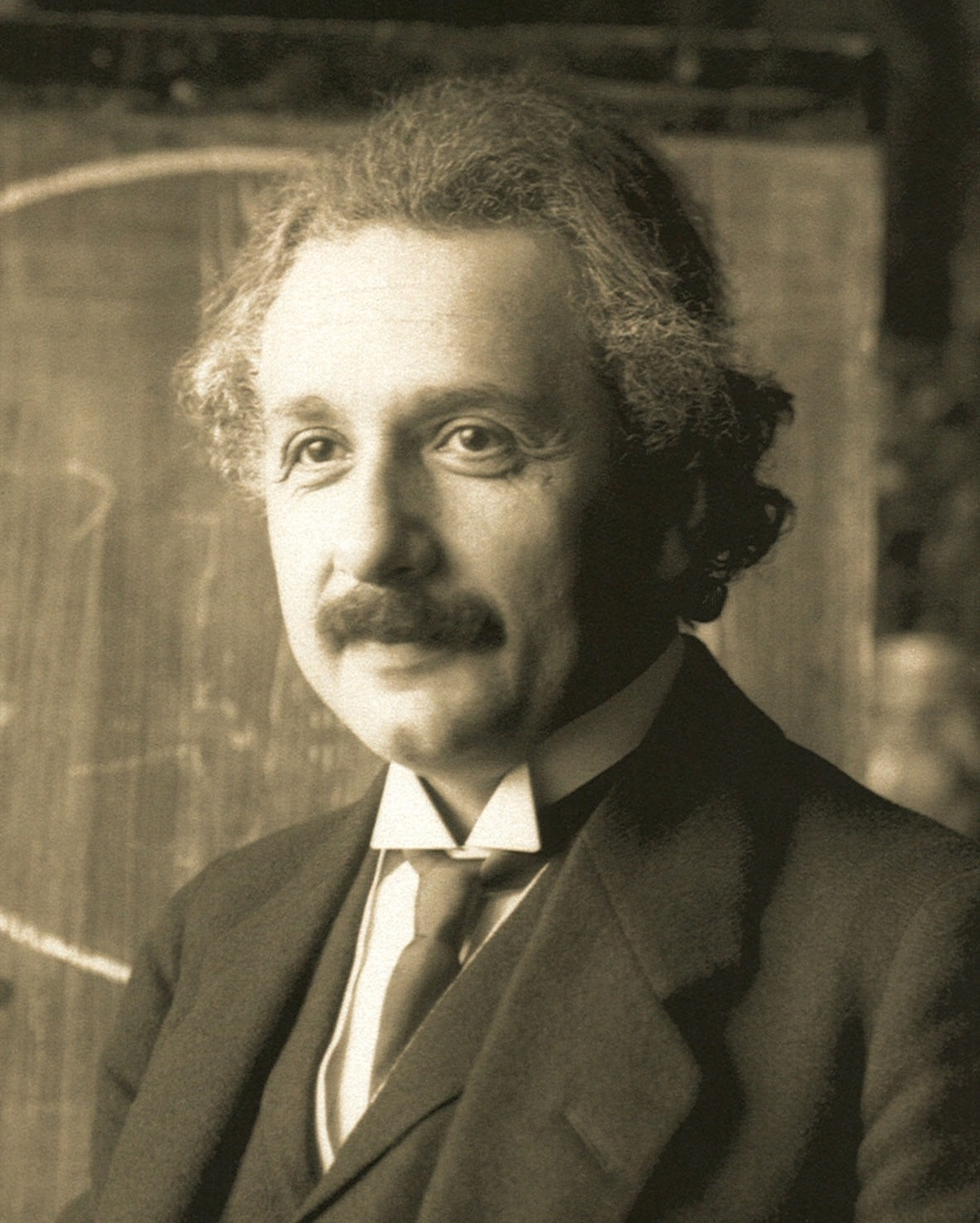
El físic alemany Albert Einstein el 1921.

Uns mesos més tard, la prova d'Ivy Mike es desclassificà, permetent a Ghiorso informar del descobriment anterior del seu equip el 1955. Fou a la revista Physical Review de l'1 d'agost de 1955 que els descobridors suggeriren per primera vegada el nom d'einsteini, i símbol E, en honor del físic alemany Albert Einstein (1879-1955) que havia mort només tres mesos abans. Inicialment, abans de la mort d'Einstein, havien proposat el nom losalium pel Laboratori Nacional los Alamos de la Universitat de Califòrnia.
A la intensa calor i pressió de l'explosió, una part de l'urani 238 de la bomba de fissió, que s'utilitzà per desencadenar la fusió nuclear de l'hidrogen, havia estat bombardejada amb un gran nombre de neutrons, produint un elevat nombre d'àtoms més pesants. Al mateix temps, els nuclis dels àtoms formats patiren desintegracions β-. Així, doncs, en comptes de fer-se isòtops d'urani més i més pesants el resultat fou la transmutació d'elements, que acabà amb einsteini 253. La reacció global es pot representar com:
{\displaystyle {\ce {^238_92U + 15 ^1_0n -> ^253_99Es + 7 ^0_{-1}e}}}
L'any 1961, es produí una quantitat suficient d'einsteini per permetre la separació d'una quantitat macroscòpica d'einsteini 253. Aquesta mostra pesava uns 0,01 µg. Per fer aquesta determinació s'emprà una balança especial de tipus magnètic.

## Obtenció
L'isòtop més comú és l'einsteini 253 (amb un període de semidesintegració t½ = 20,47 dies) i es produeix artificialment a partir de la desintegració del californi 253 en reactors nuclears d'alta potència. La producció total és de l'ordre d'un mil·ligram per any. La síntesi al reactor és seguida d'un complex procés de separació de l'einsteini 253 d'altres actinoides i subproductes de la seva descomposició. Altres isòtops se sintetitzen en diversos laboratoris, però en quantitats molt més petites, mitjançant el bombardeig d'elements actinoides pesants amb ions lleugers.

## Propietats

### Propietats físiques
L'einsteini és un metall tou, argentat, paramagnètic. L'elevada radioactivitat de l'einsteini 253 produeix una brillantor visible, que ràpidament descompon la seva retícula de metall cristal·lí, alliberada calor a raó d'uns 1 000 watts per gram. La dificultat d'estudiar les propietats d'aquest element es deu principalment al fet que l'isòtop d'einsteini 253 es transmuta en berkeli i després en californi a un ritme d'un 3 % al dia. L'isòtop d'einsteini 252 té una semivida més llarga (t½ = 471,7 dies) i seria més adequat per a la investigació de les seves propietats físiques, però ha resultat ser molt més difícil de produir i està només disponible en quantitats molt petites. L'einsteini és l'element amb el nombre atòmic més alt que s'ha observat en quantitats macroscòpiques en la seva forma pura (einsteini 253).
L'einsteini presenta una estructura cristal·lina cúbica centrada a les cares, el seu radi atòmic val 2,03 Å i la seva primera energia d'ionització 6,3676 eV. La mida atòmica suposa un brusc augment en la sèrie dels actinoides, la qual cosa s'explica perquè és el primer de la sèrie l'enllaç metàl·lic de la qual es deu fonamentalment a dos electrons (7s2), ja que justament a partir de l'einsteini l'energia de promoció f→d augmenta prou per impedir que participin 3 electrons a l'enllaç metàl·lic. Aquesta «divalència» a l'estat metàl·lic, que assembla als lantanoides europi i iterbi, és també coherent amb l'entalpia de sublimació (133 kJ·mol–1). Com els altres transurànids és un metall electropositiu, però és el més reactiu de tots (davant l'aigua i l'oxigen). L'Eº (E3+/Es) és –1,98 V.

### Propietats químiques

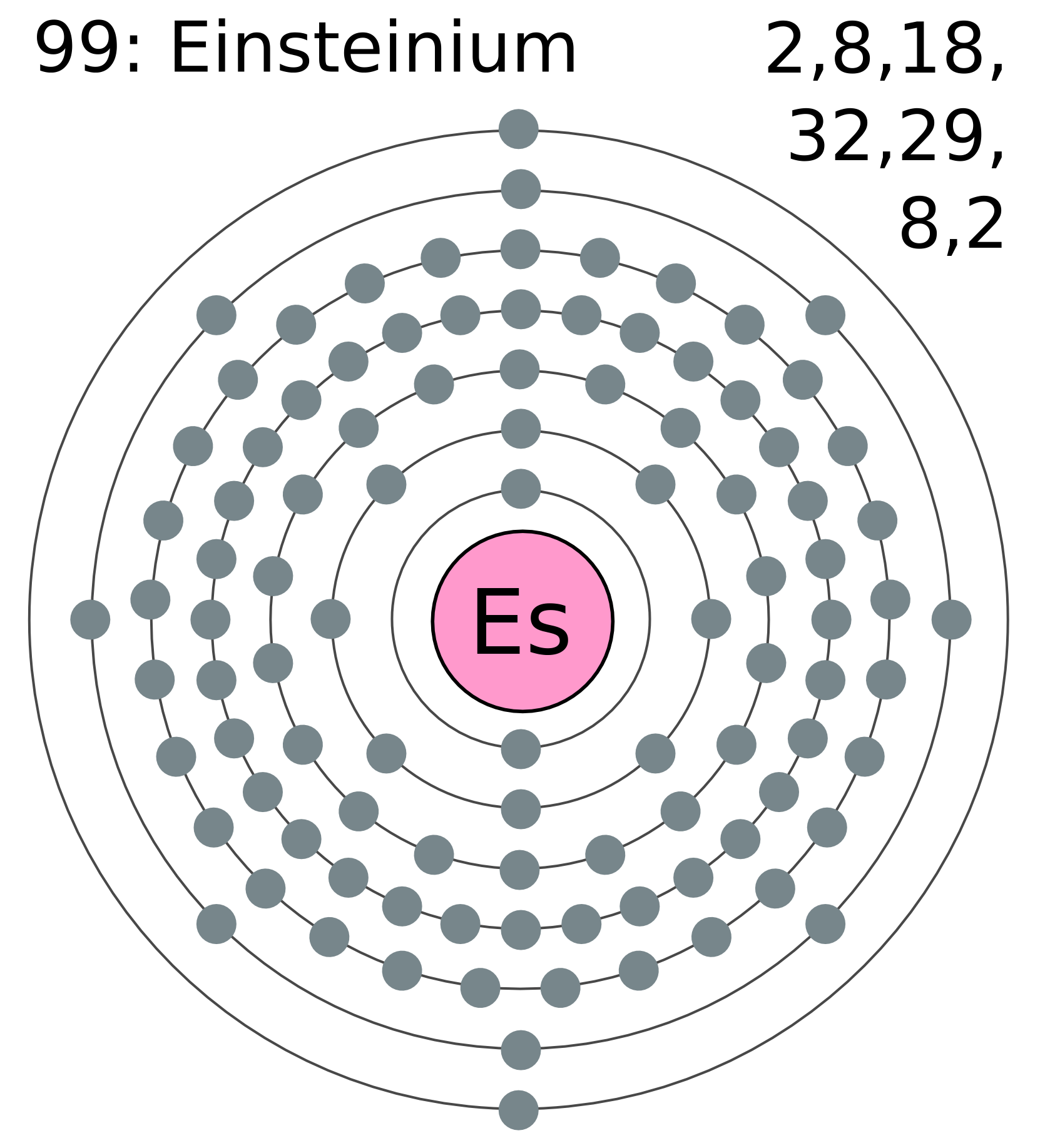
Configuració electrònica de l'einsteini.

Totes les dificultats derivades de la seva radioactivitat (la desintegració α de l'einsteini 253 suposa una calor de 15 312 kJ·mol–1 i produeix berkeli 249 i californi 248) i de la seva escassetat, no han impedit la preparació de compostos d'einsteini, inclosos complexos de coordinació. Molts de composts, el primer l'{\displaystyle {\ce {EsCl3}}} i el segon l'{\displaystyle {\ce {Es2O3}}} (preparat in situ calcinant el nitrat d'einsteini), han estat caracteritzats per difracció de raigs X. Els estats d'oxidació (a més del 0 de l'element) són el +2 i el +3 (el +4 es considera només com a potencialment possible), sent el +3 de molt el més estable. De fet, en medi aquós el potencial estàndard de reducció Eº (E3+/Es2+) és de –1,3 V. La seva química és predominantment iònica, sent el radi per a l'Es3+ (en entorn octaèdric) 0,928 Å. En conseqüència, químicament s'aproxima als actinoides.

## Isòtops
Actualment, s'han identificat vint-i-dos isòtops i isòmers de l'einsteini, amb nombre màssics que val del 240 al 258. El que presenta un període de semidesintegració més llarg (t½ = 471,7 d) és l'einsteini 252, que es desintegra en un 78 % dels casos per emissió d'una partícula α donant berkeli 248 i la resta, un 22 %, per captura electrònica, donant californi 252. Les reaccions són:
{\displaystyle {\ce {^252_99Es -> ^248_97Bk + ^4_2He}}}{\displaystyle {\ce {^252_99Es + ^0_{-1}e -> ^252_98Cf + ^0_0 \nu_{e}}}}
Segueixen a l'einsteini 252 l'einsteini 254 (t½ = 275,7 d), que presenta una desintegració α i dona berkeli 250, i l'einsteini 255 (t½ = 39,8 d) que es desintegra majoritàriament (98 %) per desintegració β- per a produir fermi 250. Les reaccions són:
{\displaystyle {\ce {^254_99Es -> ^250_97Bk + ^4_2He}}}{\displaystyle {\ce {^255_99Es -> ^250_100Fm + ^0_{-1}e}}}

## Aplicacions

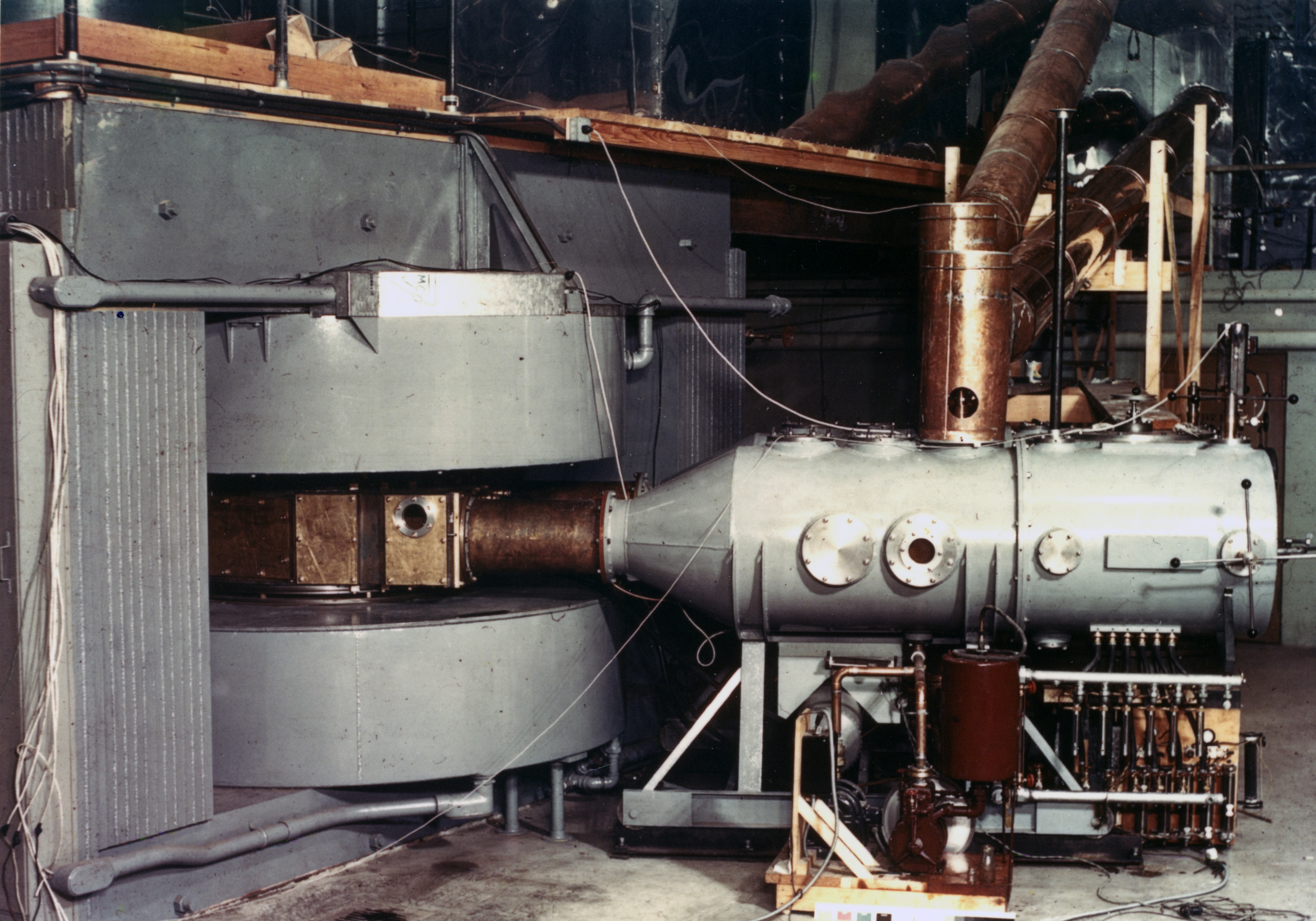
Ciclotró del Laboratori de Radiació de la Universitat de Califòrnia a Berkeley (1939).

### Síntesi de nous elements
A causa de les petites quantitats d'einsteini que es produeixen i a la curta semivida de l'isòtop més produït, en l'actualitat gairebé no hi ha aplicacions pràctiques fora de la investigació científica bàsica. Tanmateix, fou emprat per Albert Ghiorso (1915–2010), Bernard G. Harvey (1919–2016), Gregory R. Choppin (1927–2015), Stanley G. Thomson (1912–1976) i Glenn T. Seaborg (1912–1999) a principis de 1955 per a produir un nou element químic, el mendelevi. Produïren l'isòtop mendelevi 256 mitjançant el bombardeig d'einsteini 253 amb partícules α (nuclis d'heli), al ciclotró del Radiation Laboratory de la Universitat de Califòrnia a Berkeley. La reacció fou:{\displaystyle {\ce {^{253}_{99}Es + ^{4}_{2}He -> ^{256}_{101}Md + ^{1}_{0}n}}}Els investigadors de la universitat de Califòrnia a Berkeley decidiren utilitzar el ciclotró de 48 MeV per preparar per primera vegada un element àtom a àtom bombardejant einsteini amb partícules α. Però, per això primer calia generar prou quantitat d'einsteini amb el qual produir el mendelevi. Fou necessari irradiar durant tot un any una mostra de plutoni i purificar a correcuita i amb les mesures de seguretat necessàries l'einsteini 253 obtingut, ja que la vida mitjana d'aquest isòtop és de tot just tres setmanes. Finalment, la mostra d'einsteini 253 d'uns 4 × 10–13 g es diposità en una làmina d'or, la qual fou bombardejada durant una setmana amb un intens feix de 1014 partícules α per segon i energia de 41 MeV, amb una producció de només dos àtoms de mendelevi per cada tres hores de bombardeig. Després d'un minuciós i perillós procediment s'aïllaren els primers àtoms de mendelevi 256 que mai s'havien produït.

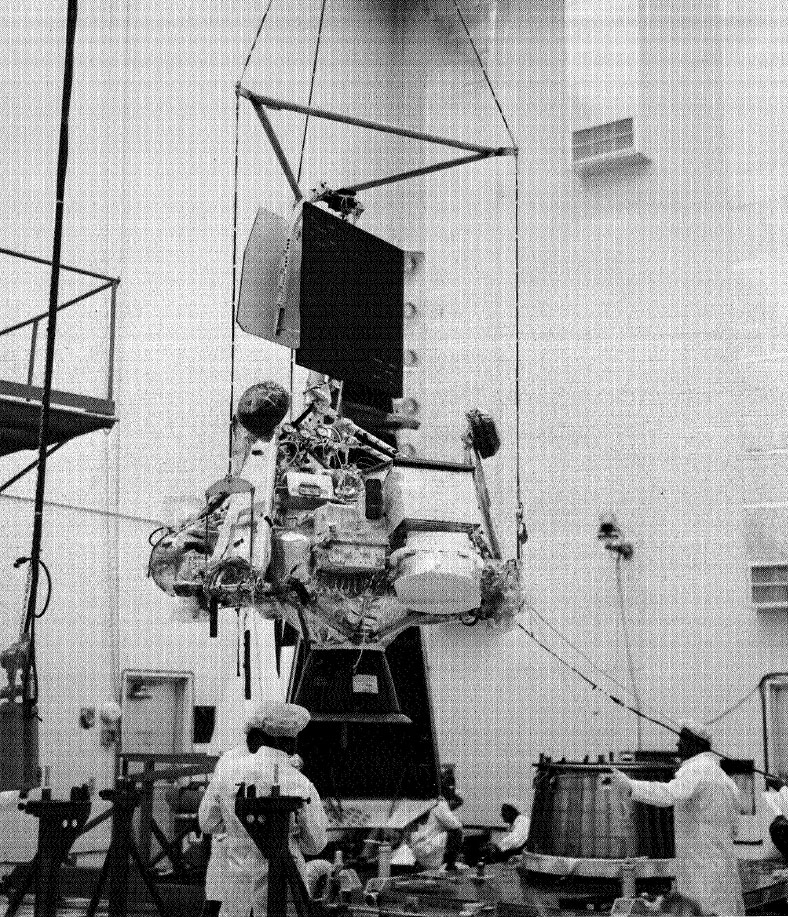
Muntatge de la sonda Surveyor 5.

També diferents grups de científics ha estudiat la seva utilització per a produir l'element químic de Z = 119 mitjançant el bombardeig de nuclis d'einsteini 254 amb cations calci 48 sense resultats satisfactoris, segons la reacció:
{\displaystyle {\ce {^254_99Es + ^48_20Ca -> ^302_119Uue}}}

### Calibratge
Hom utilitzà einsteini 254 com a marcador en el calibratge de l'espectròmetre de raigs X de partícules α de la sonda lunar Surveyor 5 de la NASA emprat per analitzar la composició de la superfície lunar. Aquest espectròmetre feia servir com a font de radiació α curi 244. L'ús d’einsteini 254 en el calibratge havia de reduir la superposició entre els senyals procedents del marcador i els senyals procedents de la superfície lunar. La Surveyor-5 fou llençada des de Cap Canaveral el 8 de setembre del 1967 i l’11 de setembre aterrava al Mare Tranquilitatis.

## Toxicitat
Igual que tots els elements transurànics sintètics, els isòtops d'einsteini són molt radioactius i són considerats altament perillosos per a la salut.